# Tillandsia bandensis
Tillandsia bandensis är en gräsväxtart som beskrevs av John Gilbert Baker. Tillandsia bandensis ingår i släktet Tillandsia och familjen Bromeliaceae. Inga underarter finns listade i Catalogue of Life.